# IC 1715
IC 1715 ist eine irreguläre Galaxie vom Hubble-Typ IM im Sternbild Fische auf der Ekliptik. Sie ist schätzungsweise 191 Millionen Lichtjahre von der Milchstraße entfernt und hat einen Durchmesser von etwa 40.000 Lichtjahren.
Das Objekt wurde am 29. Januar 1897 von Stéphane Javelle entdeckt.